# Longimonas haloalkaliphila
Longimonas haloalkaliphila es una  especie de bacteria gramnegativa del género Longimonas. Fue descrita en el año 2017. Su etimología hace referencia a la sal y el álcali. Es aerobia e inmóvil. Las células tienen un tamaño de 0,5-0,6 μm de ancho por 8-30 μm de largo, pudiendo llegar hasta 100 μm en agregados celulares con cultivos prolongados. Las colonias son de un color anaranjado-rojo. Tiene un contenido de G+C  de 58,2%. Se ha aislado de lagos hipersalinos en Stamp Lake, en la región de Altái, Rusia.